# O Voto na Record News
O Voto na Record News foi um programa de entevistas de uma hora, exibido de segunda-feira a sábado, logo após ao Record News Brasil. Substituiu o Entrevista Record durante o período eleitoral de 2008.

## Apresentadores
- Eduardo Ribeiro (São Paulo)
- Celso Teixeira (São Paulo)
- Sylvestre Serrano (Rio de Janeiro)

### Entrevistados[1][2]
- Paulo Maluf
- Ivan Valente
- Gilberto Kassab
- Geraldo Alckmin
- Marta Suplicy
- Levy Fidelix
- Sonia Francine
- Anaí Caproni
- Ciro Moura
- Edmilson Costa
- Renato Reichmann
- Marcelo Crivella
- Antonio Carlos
- Paulo Ramos
- Chico Alencar
- Alessandro Molon
- Solange Amaral
- Filipe Pereira
- Vinicius Cordeiro
- Eduardo Serra
- Fernando Gabeira
- Eduardo Paes
- Jandira Feghali

## Equipe
Editores-chefes
- Hélio Matosinho
- Mário Rezende
- Nilson de Vargas

Editores-executivos
- Eduardo Nerath
- Ewaldo Oliveira
- Fernanda Morbeidelli

Editores
- Cristiana Massuyama
- Deborah Giannini
- Décio Munhoz
- Fabiana Panachão
- Fabiano Falsi
- Helena Fruet
- Priscilla de Paula
- Rogério Tanganelli
- Zerife Assi

Editores internacionais
- Audrey Puckeridge
- Caio Piccolo
- Cristiane Macedo
- Denisse Odorissi
- Mariana Gomara
- Priscila Manini

Produtores-executivos
- Marcelo Bonfá
- Marcos Rombino

Produtores
- Camila Pessanha
- Juliana Nicolucci
- Marina Toscano
- Roberta Paffaro
- Thiago Ermano
- Vânia Ferreira de Souza

Coordenadores
- Daniel Duran
- Eduardo Petrere
- Rafael Bianco
- Wallans Sousa

Coordenadores de rede
- Luiz Nascimento
- Paula Penedo

Subchefia de redação
- Luiz Canário

Chefia de redação
- Ailton Mineiro Nasser
- Clóvis Rabelo
- Georgios Theodorakopoulos
- João Beltrão

Diretor responsável
- Douglas Tavolaro